# 行政院國家發展基金

國發基金標誌

行政院國家發展基金，簡稱國發基金，係行政院依據《產業創新條例》第二十九條設置之基金，2006年10月1日由行政院開發基金與中美經濟社會發展基金合併成立，旨在加速產業創新加值、促進經濟轉型及國家發展。管理單位為行政院國家發展基金管理會，係依據《行政院國家發展基金收支保管及運用辦法》第六條所設立。

## 運用重點
- 配合國家產業發展策略，投資於產業創新、高科技發展、能資源再生、綠能產業、技術引進及其他增加產業效益或改善產業結構有關之重要事業或計畫。
- 配合國家產業發展策略，融貸資金於產業永續發展、防治污染、節約能源、降低溫室效應及其他增加產業效益或改善產業結構有關之輔導計畫。
- 協助各中央目的事業主管機關辦理有關計畫之投融資或技術合作支出。
- 協助各中央目的事業主管機關為經濟發展、農業科技發展、社會發展、文化創意發展、引進技術、加強研究發展、發展自有品牌、培訓人才、改善產業結構及相關事項所推動計畫之支出。
- 其他經行政院專案核准者。

## 沿革
- 1970年12月24日，修正《獎勵投資條例》全文82條，依條例第七十六條規定應設置開發基金。
- 1990年12月28日，制定《促進產業升級條例》44條，依條例第二十一條規定應設置開發基金。12月29日公布。
- 1991年1月1日，《促進產業升級條例》施行，同時廢止《獎勵投資條例|獎勵投資條例》。
- 2006年10月1日，依〈中央政府特種基金管理準則〉第十六條規定，經行政院核定，行政院開發基金與中美經濟社會發展基金合併成立行政院國家發展基金。[1]
- 2010年4月16日，制定《產業創新條例》72條並施行，依條例第二十九條規定應設置國家發展基金，同時廢止廢止《促進產業升級條例》。
- 2023年5月，因應國家氣候變遷因應政策與臺灣證券交易所共同籌設「台灣碳權交易所公司」，初步資本額為新臺幣10億元（證交所投資6億元），8月7日掛牌成立。

## 大事記
| 任期                 | 總統   | 主任委員      | 政府政策                                                                       |
| -------------------- | ------ | ------------- | ------------------------------------------------------------------------------ |
| 1973年3月-1977年9月  | 蔣中正 | 李國鼎        | 支持十大建設石化工業                                                           |
| 1977年9月-1978年6月  | 嚴家淦 | 費驊          | 國內創投技術密集工業                                                           |
| 1978年6月-1981年12月 | 蔣經國 | 張繼正        | 經濟部發展重型車輛與柴油引擎                                                   |
| 1981年12月-1984年6月 | 蔣經國 | 徐立德        | 鼓勵提供技術在國內創設技術密集工業                                             |
| 1984年6月-1985年8月  | 蔣經國 | 陸潤康        | 穩定金融秩序                                                                   |
| 1985年8月-1988年8月  | 蔣經國 | 錢純          | 投資超大型積體電路工廠                                                         |
| 1988年8月-1990年6月  | 李登輝 | 郭婉容        | 策略性投資計畫貸款，策略性投資企業                                             |
| 1990年6月-1992年11月 | 李登輝 | 王建煊        | 航太工業發展方案，投入經國號戰機研發製造                                       |
| 1992年11月-1993年2月 | 李登輝 | 白培英        | 污染防治設備低利貸款                                                           |
| 1992年11月-1996年6月 | 李登輝 | 林振國        | 加強生物技術產業推動方案、投資高科技事業作業要點                               |
| 1996年6月-2000年5月  | 李登輝 | 邱正雄        | 促進東部地區產業發展計畫                                                       |
| 2000年5月-2000年10月 | 陳水扁 | 許嘉棟        | 公營事業民營化                                                                 |
| 2000年10月-2002年2月 | 陳水扁 | 顏慶章        | 訂定加強投資創業投資事業計畫                                                   |
| 2002年2月-2002年3月  | 陳水扁 | 李庸三        | （上任一個月因超貸案遭起訴後下台）                                             |
| 2002年3月-2004年5月  | 陳水扁 | 林信義        | 挑戰2008：國家發展重點計畫，兩兆雙星等。                                       |
| 2004年5月-2005年2月  | 陳水扁 | 林義夫        | 公司治理策略與步驟分階段推動並執行                                             |
| 2005年2月-2007年1月  | 陳水扁 | 胡勝正        | 促進數位內容產業發展推動方案，開發基金與中美基金合併                           |
| 2007年1月-2008年5月  | 陳水扁 | 何美玥        | 通過「生技新藥產業發展條例」推動生技產業發展                                   |
| 2008年5月-2009年9月  | 馬英九 | 陳添枝        | 擴大行政院國家發展基金管理會功能                                               |
| 2009年9月-2012年4月  | 馬英九 | 蔡勳雄 劉憶如 | 協助募集大型生技創投基金                                                       |
| 2012年4月-2013年3月  | 馬英九 | 尹啟銘        | 加強投資策略性服務業實施方案                                                   |
| 2013年3月-2015年2月  | 馬英九 | 管中閔        | 創業天使計畫、創業拔萃方案投資計畫及加強投資策略性製造業實施方案，投資文創產業 |
| 2015年2月-2016年1月  | 馬英九 | 杜紫軍        | 台灣矽谷科技基金投資計畫作業要點、協助社會發展投資作業要點及投資併購           |
| 2016年1月-2016年5月  | 馬英九 | 林祖嘉        | 國發基金全球投資論壇                                                           |
| 2016年5月-2017年9月  | 蔡英文 | 陳添枝        | 推動產業創新轉型基金、國家級投資公司、創業天使投資方案                         |
| 2017年9月-2020年5月  | 蔡英文 | 陳美伶        | 推動受嚴重特殊傳染性肺炎影響新創事業投資專案                                   |